# Säters socken, Västergötland
Säters socken i Västergötland ingick i Vadsbo härad, ingår sedan 1971 i Skövde kommun och motsvarar från 2016 Säters distrikt.
Socknens areal är 25,91 kvadratkilometer varav 25,79 land. År 2000 fanns här 685 invånare.  En del av tätorten  Stöpen samt sockenkyrkan Säters kyrka ligger i socknen.

## Administrativ historik
Socknen har medeltida ursprung. 
Vid kommunreformen 1862 övergick socknens ansvar för de kyrkliga frågorna till Säters församling och för de borgerliga frågorna bildades Säters landskommun. Landskommunen uppgick 1952 i Binnebergs landskommun som 1971 uppgick i Skövde kommun. Församlingen uppgick 2002 i Frösve församling.
1 januari 2016 inrättades distriktet Säter, med samma omfattning som församlingen hade 1999/2000. 
Socknen har tillhört län, fögderier, tingslag och domsagor enligt vad som beskrivs i artikeln Vadsbo härad. De indelta soldaterna tillhörde Skaraborgs regemente, Södra Vadsbo kompani.

## Geografi
Säters socken ligger norr om Skövde med Billingen i väster. Socknen är en odlingsbygd nedför den skogbeklädda sluttningen av nordöstra Billingen och med skogsmark i öster.

## Fornlämningar
Från järnåldern finns gravar, stensättningar, domarringar och två skeppssättningar.

## Namnet
Namnet skrevs 1345 Sätra och kommer från kyrkbyn och innehåller säter, 'utmarksäng'.